# Sneschnoje (Tschukotka)
Sneschnoje (russisch Сне́жное; tschuktschisch Ӄээԓивтын) ist ein Dorf (selo) im Autonomen Kreis der Tschuktschen (Russland) mit 311 Einwohnern (Stand 14. Oktober 2010).

## Geographie
Der Ort liegt am rechten Ufer des dort über 700 m breiten Flusses Anadyr, etwa 15 km oberhalb (südwestlich) des größeren Dorfes Ust-Belaja am nordwestlichen Fuß des Mittelgebirgszuges Ust-Belskije gory („Ust-Balaja-Gebirge“) mit dem Berg Gynyretyk.
Sneschnoje gehört zum Rajon Anadyrski und befindet sich etwa 225 km Luftlinie westnordwestlich des Kreis- und Rajonverwaltungszentrums Anadyr. Es ist Sitz und einzige Ortschaft der gleichnamigen Landgemeinde (selskoje posselenije).

## Geschichte
Das Dorf wurde 1929 im Rahmen der Sesshaftmachung der halbnomadisch vorwiegend Rentierhaltung betreibenden tschuktschischen Urbevölkerung gegründet, als dort der erste Sowchos der Region entstand. Der russische Ortsname (etwa „Schneedorf“) ist eine Übersetzung der tschuktschischen Bezeichnung, die sie auf ein nahes Schneefeld bezieht.

## Verkehr
Sneschnoje besitzt keinen festen Straßenanschluss. Es ist per Hubschrauber sowie in der eisfreien Zeit per Schiff von Anadyr über Ust-Belaja zu erreichen.